# Praktsalvia
Praktsalvia (Salvia splendens) är en kransblommig växtart som beskrevs av Friedrich Sellow, Johann Jakob Roemer och Schult.. Enligt Catalogue of Life ingår Praktsalvia i släktet salvior och familjen kransblommiga, men enligt Dyntaxa är tillhörigheten istället släktet salvior och familjen kransblommiga. Arten förekommer tillfälligt i Sverige, men reproducerar sig inte. Inga underarter finns listade i Catalogue of Life.

## Bildgalleri

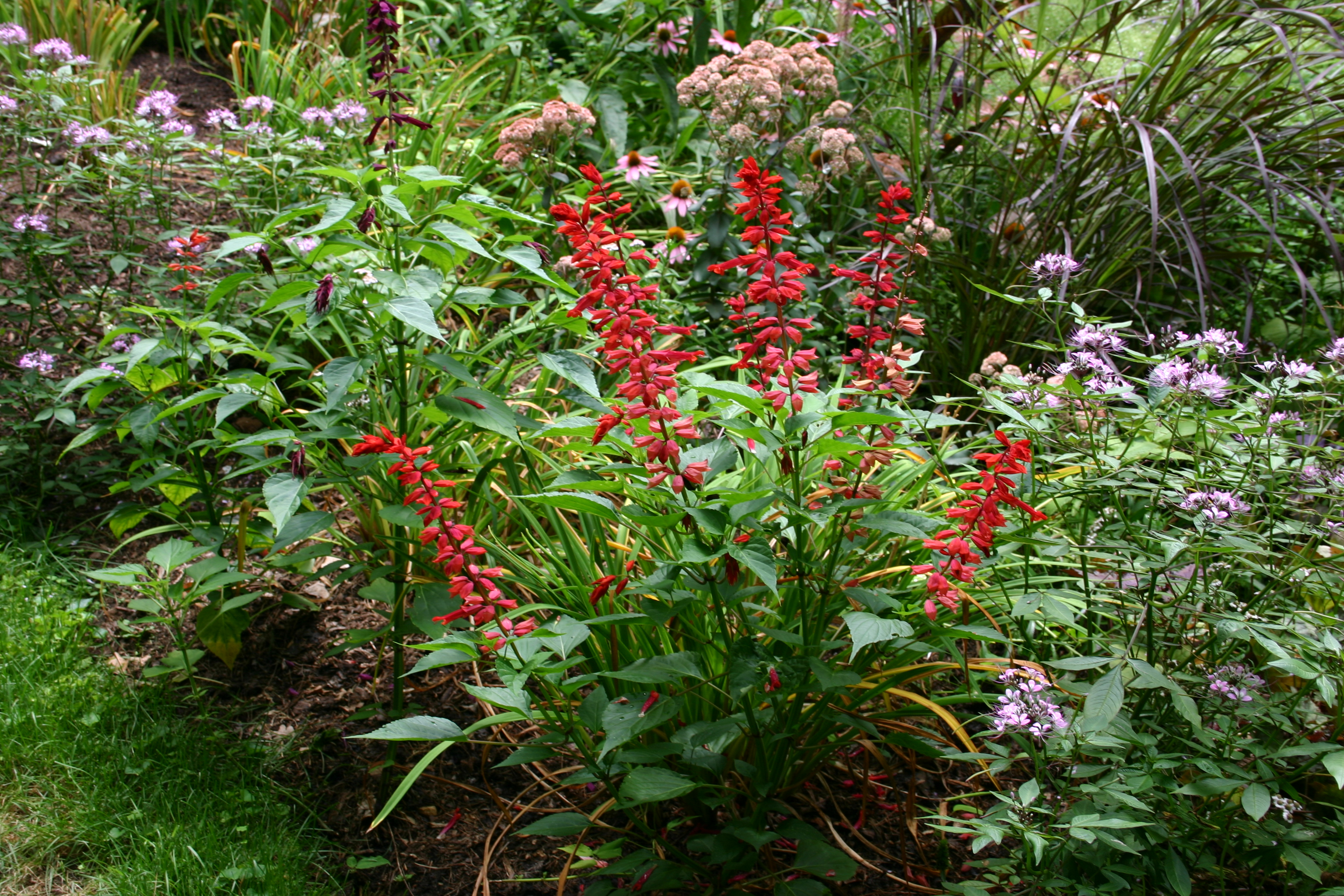